# Луганський обласний інститут післядипломної педагогічної освіти
Луганський обласний інститут післядипломної педагогічної освіти (ЛОІППО) — вищий навчальний заклад III-IV рівня акредитації. Дата заснування — 15 жовтня 1939 року.

## Про інститут
Луганський обласний інститут післядипломної педагогічної освіти виконує три основні взаємопов'язані між собою функції: розвиває професіоналізм педагогів; забезпечує науково-методичний супровід інновацій; проводить регіональні науково-педагогічні дослідження.
Система підвищення кваліфікації в Луганському ОІППО складається з трьох форм навчання: денної, заочної, дистанційної (ліцензований обсяг — 6000 осіб на рік); щорічно розробляється понад 130 варіантів навчальних планів курсів підвищення кваліфікації, упроваджуються інноваційні технології післядипломної педагогічної освіти.
Очолює інститут  ректор, кандидат педагогічних наук, доцент Цимбал Ірина Іванівна.
У складі інституту працюють 4 кафедри: педагогіки та психології; управління освітою; соціально-гуманітарних дисциплін та методики їх викладання; природничо-наукових дисциплін та методики їх викладання.

### Історія
Луганський обласний інститут післядипломної педагогічної освіти є правонаступником Луганського обласного інституту вдосконалення вчителів, який був заснований 15 жовтня 1939 року на підставі ухвали Ради народних комісарів УРСР про реорганізацію обласних методичних кабінетів від 13 серпня 1939 року.
Становлення нової установи забезпечив перший директор інституту — Олексій Іванович Дидоренко. У різні роки інститут очолювали Олександр Іванович Можаєв, Віталій Миколайович Шепель, Неля Олександрівна Клочкова, Вікторія Костянтинівна Суханцева, Тамара Михайлівна Сорочан, діяльність яких на керівний посаді сприяла вирішенню актуальних проблем освіти, розвитку педагогічної творчості.
На початку 80-х років ХХ століття інститут став опорним центром республіканського інституту вдосконалення вчителів (м. Київ). До 1.12.1994 р. інститут здійснював діяльність на основі Статуту, затвердженого Луганською обласною державною адміністрацією (розпорядження № 53 від 08.02.1993 р.). Згідно з наказом обласного управління освіти Луганського обласного виконкому № 224 від 28.11.1994 р. інститут удосконалення вчителів було закрито й відкрито Луганський обласний інститут післядипломної освіти.
Луганський ОІППО входить до об'єктів спільної власності територіальних громад Луганської області, управління якими здійснює обласна рада або уповноважений нею орган (рішення обласної ради від 20.02.1998 р. № 22/5).

### Сьогодення
За наказом Департаменту освіти і науки Луганської обласної державної адміністрації № 36 від 20.10.2014 року ЛОІППО переведено з м. Луганськ у м. Сєвєродонецьк Луганської області, на територію, контрольовану українською владою.
Наразі ЛОІППО працює за адресою: м. Сєвєродонецьк, вул. Гагаріна, буд. 111, Сєвєродонецька середня загальноосвітня школа I-III ступенів № 14.
Сайт ЛОІППО www.loippo.edu.ua.

### Напрями діяльності
Місія інституту:
- реалізація завдань державної політики в галузі освіти;
- розвиток професіоналізму, підвищення кваліфікації педагогічних працівників;
- забезпечення готовності педагогів до роботи в умовах реформування освіти;
- модернізація системи освіти дорослих.

Стратегічні напрямки діяльності
- розробка варіативних моделей післядипломної педагогічної освіти;
- впровадження андрагогічного циклу безперервної освіти педагогічних працівників різних спеціальностей та структурно-функціональної моделі системи професійного розвитку керівників і педагогічних працівників загальноосвітніх навчальних закладів у післядипломній педагогічній освіті;
- розробка, апробація та впровадження інноваційних технологій розвитку навчальних закладів системи загальної середньої освіти;
- впровадження в систему післядипломної педагогічної освіти проектів професійного розвитку всіх категорій педагогічних працівників;
- науково-методичний супровід різних видів моніторингу якості загальної середньої, післядипломної педагогічної освіти та управління освітою на регіональному рівні;
- забезпечення подальшої модернізації освітньої галузі області.

### Інноваційні технології в роботі ЛОІППО
В інституті розроблені та використовуються інноваційні технології, а саме:
- «Технопарк для освітян» — технологія запровадження інновацій;
- опорний конспект — технологія навчання дорослих з опорою на практичний досвід, структурування інформації та інтерактивність;
- проект професійного розвитку — технологія взаємодії з методичними кабінетами та методичними об'єднаннями в міжкурсовий період;
- мережі професійної взаємодії — технологія залучення до професійного розвитку вчителів найкращих навчальних закладів, провідних викладачів і науковців, громадських організацій;
- «Організація, що навчається» — технологія професійного розвитку педагогів за напрямами наукового пошуку, спеціалізації, експерименту в конкретному навчальному закладі.

### Наукові дослідження
Луганський ОІППО продовжує науково-дослідну роботу за темою «Освітньо-інформаційний простір інституту післядипломної освіти як науково-методичне середовище професійного розвитку педагогів».
Інформаційне забезпечення вчителів області з актуальних питань педагогіки та інших гуманітарних наук здійснюється на сторінках журналу «Освіта на Луганщині» (видається з 1996 р.), який є фаховим виданням ВАК України.
З цією ж метою створено сайт інституту, який поєднує 15 інтернет-ресурсів і за інформаційну ємність відзначений в 2008 р. корпорацією Інтел та Університетом менеджменту освіти АПН України спеціальним дипломом. Створено Луга-вікі, яка дозволяє залучити педагогів області до професійного спілкування та дистанційної форми розвитку професіоналізму на основі технології веб. 2.0. Книжковий фонд бібліотеки ЛОІППО становить 57,8 тисяч примірників; щорічно послугами бібліотеки користуються близько 15 тисяч освітян області.

## Партнери
Інститут співпрацює з Міністерством освіти і науки України, Національною академією педагогічних наук України, Університетом менеджменту освіти НАПН України, Інститутом проблем виховання НАПН України, Інститутом інноваційних технологій і змісту освіти МОН України, Інститутом соціальної та політичної психології НАПН України, Українським науково-методичним центром практичної психології і соціальної роботи НАПН України, Департаментом освіти і науки Луганської обласної державної адміністрації, Головним управлінням юстиції в Луганській області, управліннями (відділами) освіти міст і районів області, методичними кабінетами (центрами) щодо забезпечення умов професійного розвитку педагогічних працівників у системі післядипломної освіти регіону та науково-методичного супроводу реформування й модернізації системи загальної середньої освіти області.
Луганський ОІППО уклав угоди про міжнародне співробітництво з такими навчальними закладами за кордоном: Бакинський інститут підвищення кваліфікації і перепідготовки педагогічних кадрів (Азербайджан); Асоціація з міжнародних питань/ Asociace pro mezinárodni otázky, м. Прага (Чехія); Інститут розвитку освіти Іванівської області (Росія); Челябінський інститут перепідготовки і підвищення кваліфікації працівників освіти (Росія) та ін.
Окрім того, інститут співпрацює з міжнародними організаціями, навчальними закладами та установами за кордоном і в Україні, які є партнерами ЛОІППО: Центр розвитку освіти (Оśrodek Rozwoju Edukacji, ORE, Республіка Польща, м. Варшава); Національна Рада з економічної освіти (National Council for Economic Education, NCEE, США, м. Нью-Йорк); Міжнародний жіночий правозахисний центр «Ла Страда-Україна»; Міжнародний благодійний фонд «Академія української преси» (за підтримки USAID; Канадський центр вивчення проблем інвалідності (за підтримки Уряду Канади через Канадське агентство міжнародного розвитку (CIDA); Представництво «Федерального агентства у справах Співдружності Незалежних Держав, співвітчизників, що проживають за кордоном, і з міжнародного гуманітарного співробітництва» (Росспівробітництво) в Україні (Україна, м. Київ); Державний освітній заклад вищої професійної освіти «Російський університет дружби народів» (РУДН, Російська Федерація, м. Москва); Гете-Інститут/ Goethe-Institut в Україні; Французький Альянс/Alliance Française в Україні; Британська Рада/ British Council в Україні.
У Луганському ОІППО навчання за різними міжнародними проектами (Intel Education «Навчання для майбутнього»; Microsoft «Партнерство в навчанні»; «Відкритий світ»; «Інтернет-вікно для залучення ресурсів для школи» (реалізується відділом преси, освіти і культури Посольства США в Україні); "LearnIn-SMART навчання (Румунія); «Сталий розвиток — в дії» (українсько-шведський проект, разом із Всеукраїнським фондом «Крок за кроком») пройшли близько 7 тис. вчителів області та 50 тренерів.

## Нагороди
Теоретичне вивчення проблем науково-методичного супроводу розвитку професіоналізму педагогічних кадрів, узагальнення набутого практичного досвіду є підґрунтям постійної участі Луганського ОІППО в міжнародних виставках: «Сучасна освіта в Україні», «Сучасні навчальні заклади», «Сучасні заклади освіти», виставках-презентаціях «Освіта України. Інноваційні технології навчання», «Інноватика в освіті України», «Інноватика в сучасній освіті». Усього упродовж 1999–2014 років ЛОІППО взяв участь у 23 міжнародних виставках, на яких отримав 46 нагород, у тому числі три Гран-прі («Лідер післядипломної педагогічної освіти України», 2010 р.; «Лідер міжнародної діяльності», 2013 р.; «Лідер наукової та науково-технічної діяльності», 2014 р.), два Почесних звання «Лідер сучасної освіти», шість Золотих медалей, вісім Почесних звань «Лауреат конкурсу», більше двадцяти дипломів.